# Job Today
 (juillet 2023).
La mise en forme du texte ne suit pas les recommandations de Wikipédia : il faut le « wikifier ».
Les points d'amélioration suivants sont les cas les plus fréquents. Le détail des points à revoir est peut-être précisé sur la page de discussion.
- Les titres sont pré-formatés par le logiciel. Ils ne sont ni en capitales, ni en gras.
- Le texte ne doit pas être écrit en capitales (les noms de famille non plus), ni en gras, ni en italique, ni en « petit »…
- Le gras n'est utilisé que pour surligner le titre de l'article dans l'introduction, une seule fois.
- L'italique est rarement utilisé : mots en langue étrangère, titres d'œuvres, noms de bateaux, etc.
- Les citations ne sont pas en italique mais en corps de texte normal. Elles sont entourées par des guillemets français : « et ».
- Les listes à puces sont à éviter, des paragraphes rédigés étant largement préférés. Les tableaux sont à réserver à la présentation de données structurées (résultats, etc.).
- Les appels de note de bas de page (petits chiffres en exposant, introduits par l'outil «  Source ») sont à placer entre la fin de phrase et le point final[comme ça].
- Les liens internes (vers d'autres articles de Wikipédia) sont à choisir avec parcimonie. Créez des liens vers des articles approfondissant le sujet. Les termes génériques sans rapport avec le sujet sont à éviter, ainsi que les répétitions de liens vers un même terme.
- Les liens externes sont à placer uniquement dans une section « Liens externes », à la fin de l'article. Ces liens sont à choisir avec parcimonie suivant les règles définies. Si un lien sert de source à l'article, son insertion dans le texte est à faire par les notes de bas de page.
- La présentation des références doit suivre les conventions bibliographiques. Il est recommandé d'utiliser les modèles {{Ouvrage}}, {{Chapitre}}, {{Article}}, {{Lien web}} et/ou {{Bibliographie}}. Le mode d'édition visuel peut mettre en forme automatiquement les références.
- Insérer une infobox (cadre d'informations à droite) n'est pas obligatoire pour parachever la mise en page.

Pour une aide détaillée, merci de consulter Aide:Wikification.
Si vous pensez que ces points ont été résolus, vous pouvez retirer ce bandeau et améliorer la mise en forme d'un autre article.
 (juillet 2023).
Job Today est un service de réseau d'emploi en ligne qui opère au Royaume-Uni, aux États-Unis, en Espagne et dans d'autres pays. L'entreprise est basée à Luxembourg Ville.
Job Today permet la recherche d'emploi basée sur la localisation via le web et l'application mobile, en aidant les demandeurs d'emploi à postuler et en simplifiant la communication entre les employeurs et les candidats. Avec plus de 250 millions de demandes d'emploi traitées, Job Today est devenu un fournisseur de premier plan dans le domaine du recrutement en ligne.

## Historique
Job Today a été lancé en mai 2015 à Barcelone et à Madrid. En janvier 2016, la société a annoncé une levée de fonds de 10 millions de dollars pour étendre ses activités à Londres, ce qui a attiré l'investissement d'Accel Partners, Felix Capital et Mangrove Capital Partners,. En octobre 2016, une levée de fonds de 35 millions de dollars a apporté d'autres investissements de Channel 4, RTL Germany, Atresmedia y German Media Pool VC.

## Récompenses
En décembre 2016, Job Today a été désigné vainqueur dans la catégorie sociale de la catégorie luxembourgeoise des Startup Europe Awards. En 2017, il a été présélectionné pour trois prix dans le cadre des OnRec Awards 2017, dont celui de la révélation de l'année.
En 2020, Job Today a été reconnu par le Forum Économique Mondial comme faisant partie des 100 pionniers technologiques les plus prometteurs de 2020 , qui façonnent les industries tout en travaillant sur des questions de durabilité. Job Today a été sélectionné pour sa contribution au domaine de l'emploi.